# Vangede Billeder
Vangede Billeder er en selvbiografisk roman af Dan Turèll, i fortællende stil om forfatterens barndom i Vangede. 
Bogen er skrevet i 1973, og udkom første gang to år efter i 1975. Vangede Billeder er en erindringsbog, der giver udtryk for forfatterens kærlighed til sin hjemby, som han altid har følt sig stærk knyttet til. Samtidig er det også en historisk beretning, der beskriver perioden fra 50'erne op til 70'erne, med bl.a. ungdomsoprøret og studenteroprøret, som Dan Turèll i højeste grad var en del af. 
Et berømt citat fra bogen: "Gentofte - det er den vej".
| Bog | Spire Denne artikel om bøger og tidsskrifter er en spire som bør udbygges. Du er velkommen til at hjælpe Wikipedia ved at udvide den. |